# L'ebbrezza del cielo
L'ebbrezza del cielo è un film del 1940 diretto da Giorgio Ferroni.

## Trama
Un gruppo di giovani aspiranti piloti della città di Asiago (VI) costruiscono un aliante. Dopo avere svolto servizio nella guerra civile spagnola, vengono accolti come eroi nella loro città d'origine.

## Produzione
È stato girato negli stabilimenti di Pisorno. Gli esterni sono invece stati girati ad Asiago, in provincia di Vicenza.